# 巍山香科科
巍山香科科（学名：Teucrium manghuaense）为唇形科香科科属下的一个种。

## 扩展阅读
- 維基物種上的相關：巍山香科科